# Gorges de l'Ardèche
Gorges de l'Ardèche is een kloof langs de rivier de Ardèche in de oude provincie Vivarais in het zuiden van de Ardèche in Frankrijk. Het kloofdal heeft enorme rotsformaties van kalksteen, uitgesleten door de rivier de Ardèche.
De Gorges de l'Ardèche loopt van de plaats Vallon-Pont-d'Arc tot aan Saint-Martin-d'Ardèche. Er langs loopt de D290, een bochtige route met diverse uitzichtpunten. Ook per kano of kajak is de Gorges de l'Ardèche te verkennen. Er zijn diverse grotten. Bekend is vooral de Pont d'Arc nabij Vallon-Pont-d'Arc, een door de natuur gecreëerde boogbrug over de rivier. 